# Tom Scholz
Tom Scholz, właściwie Donald Thomas Scholz (ur. 10 marca 1947 w Toledo) – amerykański muzyk rockowy, inżynier, wynalazca i filantrop. Gitarzysta i jeden z założycieli zespołu rockowego Boston – wraz z wokalistą Bradem Delpem, basistą Franem Sheehanem i perkusistą Jimem Masdeą.
Scholz jest również wynalazcą przenośnego wzmacniacza gitarowego Rockman, który miał tworzyć brzmienie zespołu Boston. Pracuje regularnie z instytucjami charytatywnymi, co skomentowali dziennikarze z serwisu AllMusic.

## Życiorys

### Młodość
Scholz urodził się w Toledo w Ohio, a wychowywał w Ottawa Hills w Ohio. Jego ojciec, Don Scholz, był architektem prefabrykowanych, luksusowych domów oraz właścicielem firmy Scholz Homes Incorporated.
Jego matka, Olive Scholz, była absolwentką wygłaszającą mowę na zakończenie nauki w jej klasie (ang. valedictorian) i – podobnie jak jej mąż – pracowała w branży architektonicznej.
W wywiadzie Tom Scholz wyznał, że jako dziecko uczył się grać na fortepianie klasycznym i – jak również sam wspomina – miał zamiłowanie do majsterkowania przy wszystkim, przez gokarty do modeli samolotów, a również do budowania i projektowania. Był członkiem szkolnego zespołu koszykówkowego. W 1965 roku ukończył studia wyższe w Ottawa Hills High School. Cztery lata później otrzymał tytuł zawodowy bachelor's degree, a rok później tytuł magistra w inżynierii mechanicznej na politechnice Massachusetts Institute of Technology. Następnie pracował w Polaroid Corporation jako inżynier projektowania produktów. Wówczas przeprowadził się do Bostonu.

### Kariera artystyczna
Scholz był zainteresowany muzyką już od dzieciństwa. W czasie gdy pracował w Polaroid Corporation, nagrywał w swoim domu dema, którymi zainteresowała się wytwórnia płytowa Epic Records. Podpisano kontrakt między wytwórnią a Scholzem i Bradem Delpem, przyszłym wokalistą zespołu Boston. Obecnie, po śmierci Delpa, Tom Scholz jest jedynym członkiem zespołu z podpisanym kontraktem z Epic Records.
Scholz sądził, że dema mogłyby zostać wykorzystane w pierwszym albumie nowo powstałej już grupy Boston, lecz wytwórnia zażądała, aby utwory nagrano na nowo. Artysta zagrał na większości instrumentów basowych, gitarowych i klawiszowych, które można usłyszeć na płycie. Gra pozostałych członków grupy muzycznej także jest słyszalna. Album, wydany w 1976 roku, był najlepiej wówczas sprzedającym się albumem w historii. Renomowany perfekcjonizm Scholza opóźnił wydanie kolejnej płyty, Don't Look Back do 1978 roku. Kiedy wreszcie się ukazała, Scholz oznajmił, że nie był zadowolony jej odbiorem, a następnie stwierdził, że zespół nie wyda nowej płyty dopóki nie będzie on usatysfakcjonowany wynikiem końcowym. Był konsekwentny – trzeci album grupy, Third Stage, ukazał się dopiero w 1986 roku, co się opłaciło. Otrzymał bowiem cztery statusy platynowego krążka, a singiel Amanda osiągnął szczyt listy przebojów.
Gdy Brad Delp opuścił zespół w 1990 roku, by dołączyć do nowo powstałej formacji RTZ (Return to Zero), Scholz rozpoczął już nagrywanie czwartego albumu zespołu, Walk On, na którym ukazał się kolejny hit, I Need Your Love. Ostatecznie Delpa zastąpił Franem Cosmo, wcześniej powiązanym z formacją Orion the Hunter, a płytę wydano w 1994 roku. W 1995 roku Brad Delp powrócił do zespołu, aby zagrać letnią trasę koncertową, podczas której można było usłyszeć dwóch wokalistów – samego Delpa oraz Cosmo. Po zakończeniu trasy Cosmo opuścił zespół, a Scholz ogłosił, że będzie wydany album kompilacyjny Greatest Hits. Ostatecznie datę wydania albumu przełożono na 1997, a w 1998 roku Scholz wrócił do studia celem nagrania kolejnego albumu, pierwszego od Third Stage – a zarazem ostatniego – z Bradem Delpem na wokalu.
Piąta płyta – Corporate America – została wydana dopiero zimą 2002 roku. Towarzysząca jej trasa koncertowa trwała od 2003 do 2004 roku. W roku 2006 ukazały się zremasterowane wersję pierwszych dwóch albumów zespołu. Ostatni koncert Brada Delpa z grupą Boston miał miejsce 13 listopada tego roku.
9 marca 2007 roku, założyciel i wokalista zespołu, Brad Delp, popełnił samobójstwo poprzez zatrucie oparami, przeniesionymi rurą z wydechu jego samochodu do jego łazienki, gdzie został znaleziony martwy na podłodze. Wokół leżały także rozpalone grille, które mogły sugerować, że Delp próbował się również zaczadzić. 19 sierpnia 2007 roku dorosłe już dzieci Delpa zorganizowały koncert zespołu upamiętniający byłego wokalistę. Fran Cosmo nie był w stanie zaśpiewać ze względu na domniemane uszkodzenie głosu, więc Scholz zaprosił Michaela Sweeta z zespołu Stryper oraz Tommiego DeCarlo, którego poznał na portalu MySpace.
DeCarlo oraz Sweet zostali później stałymi członkami zespołu. W tym składzie Boston wydał w 2013 roku szósty album, Life, Love & Hope, zawierający także wcześniej niewydane piosenki z Delpem na wokalu, jak również utwory w których powstaniu miał udział Kimberley Dahme, czy nawet sam Tom Scholz.

## Życie prywatne
Podobnie jak Brad Delp, Scholz jest od dłuższego czasu wegetarianinem i współpracuje z DTS Charitable Foundation – organizacją charytatywną, którą założył w 1987 roku. Pomaga ona zwalczać przemoc wobec zwierząt, głód, jak również ma na celu udzielanie pomocy bezdomnym. Fundacja zebrała ponad milion dolarów. PETA odznaczyła go w 2013 roku Compassionate Action Award (pol. Nagroda Akcji Miłosierdzia).
11 stycznia 2007 roku wziął ślub z drugą żoną, Kim Hart, na Florida Keys. Para mieszka w okolicach Bostonu.
Z pierwszego małżeństwa ma jednego syna, Jeremiego, który podobnie jak jego ojciec ukończył Massachusetts Institute of Technology, otrzymując tytuł inżyniera mechanika. Tom Scholz, spytany, czy jego syn lubi jego muzykę, wspomina: podejrzewam, że lubi słuchać mojej muzyki, lecz jeśli nie, to i tak jest takim miłym dzieciakiem, że skłamałby, że tak.